# Saint-Florent-sur-Cher
Saint-Florent-sur-Cher is een gemeente in het Franse departement Cher (regio Centre-Val de Loire). De gemeente telde 6.416 inwoners op 1 januari 2022. De plaats maakt deel uit van het arrondissement Bourges.

## Bezienswaardigheden
Het 15e-eeuwse kasteel van Saint-Florent is sinds 1936 het gemeentehuis. Alleen het hoofdgebouw van het kasteel, het Pavillon de l'horloge, geflankeerd door een ronde toren, bleef bewaard. In 1892-1893 werd een viaduct over twee armen van de Cher gebouwd. Het 25 meter hoge viaduct heeft 15 bogen en was in de eerste plaats bedoeld voor troepenverplaatsingen van het Franse leger.

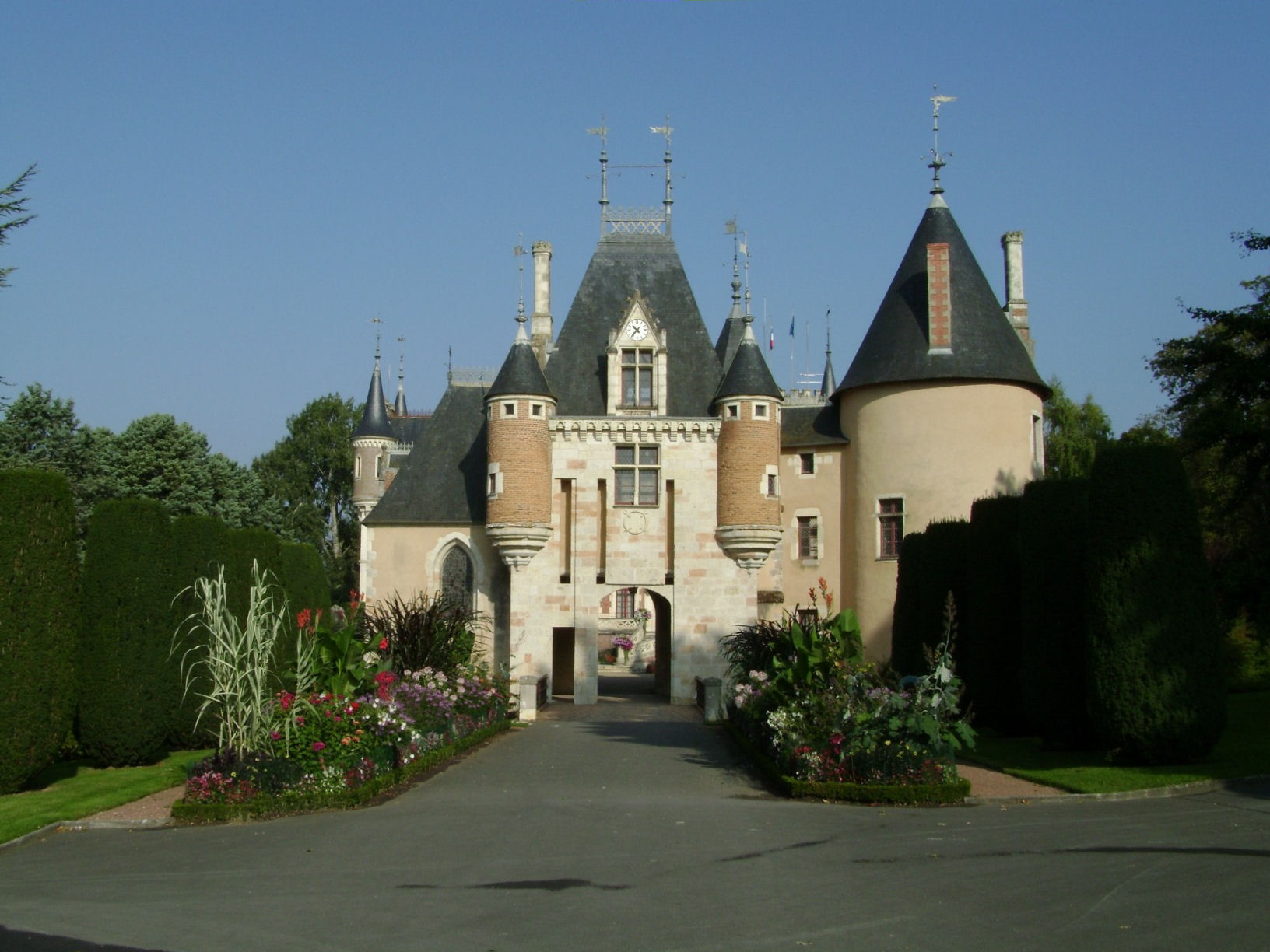
Gemeentehuis / kasteel van Saint-Florent
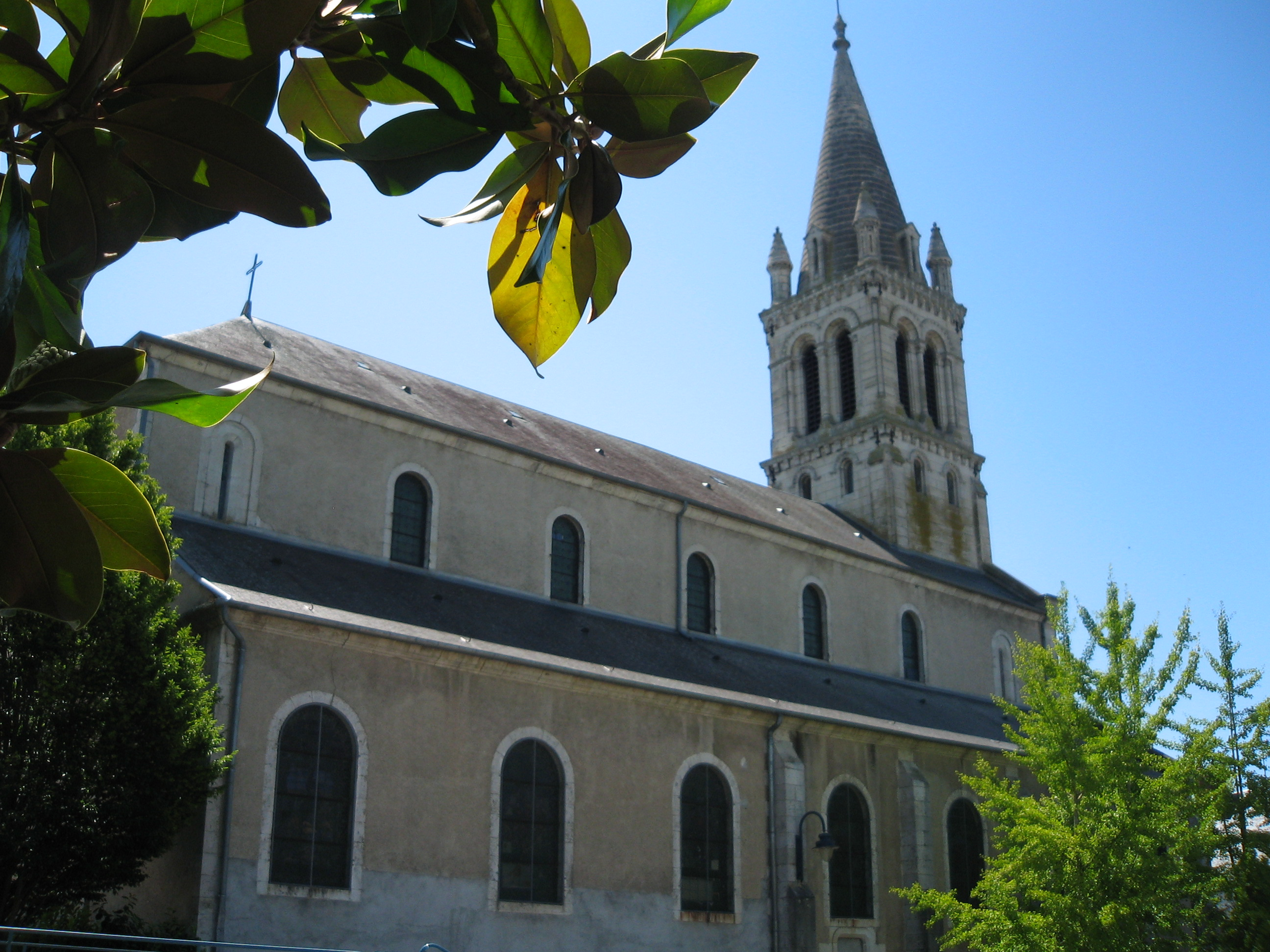
Kerk Saint-Florent
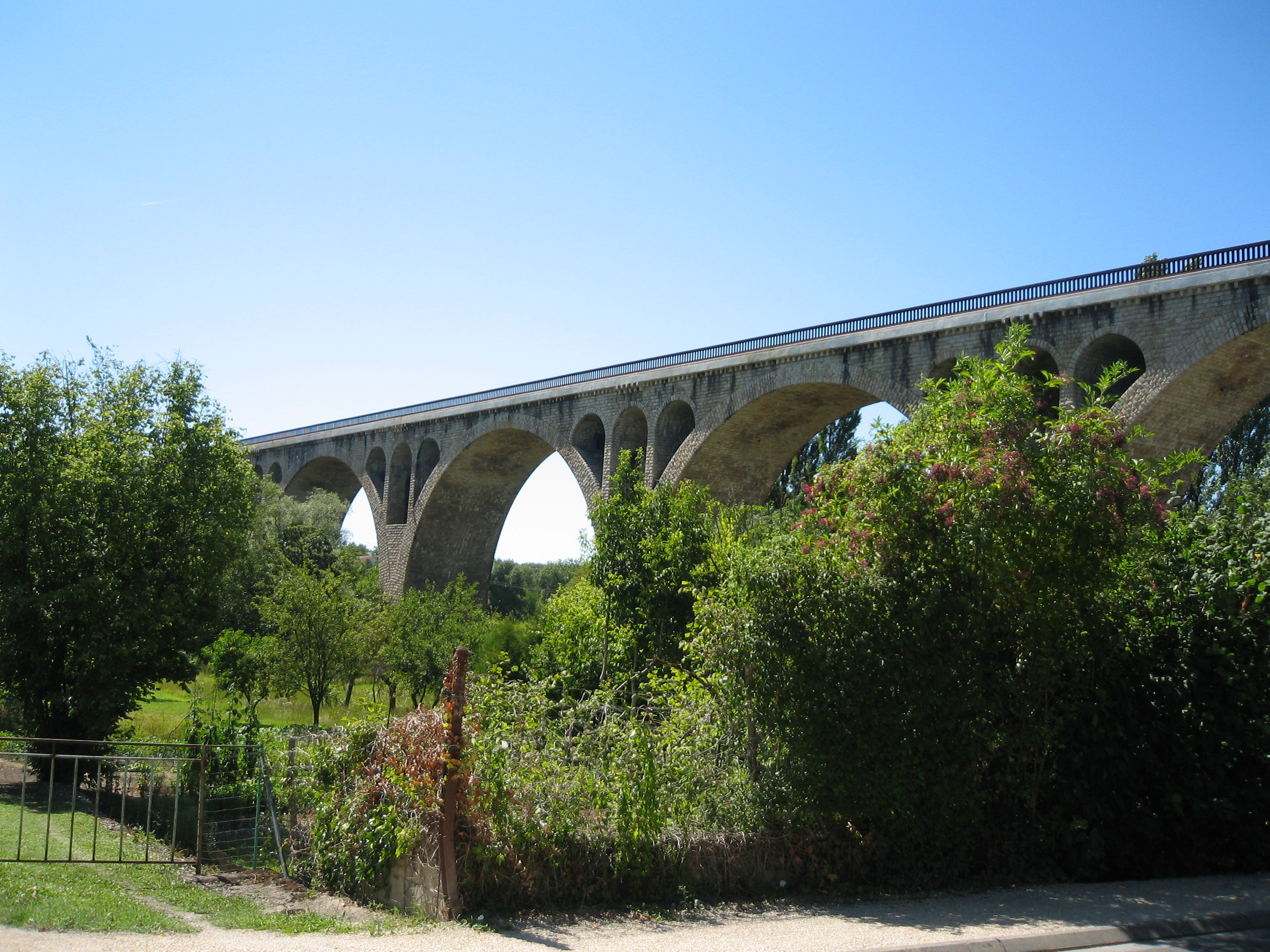
Viaduct
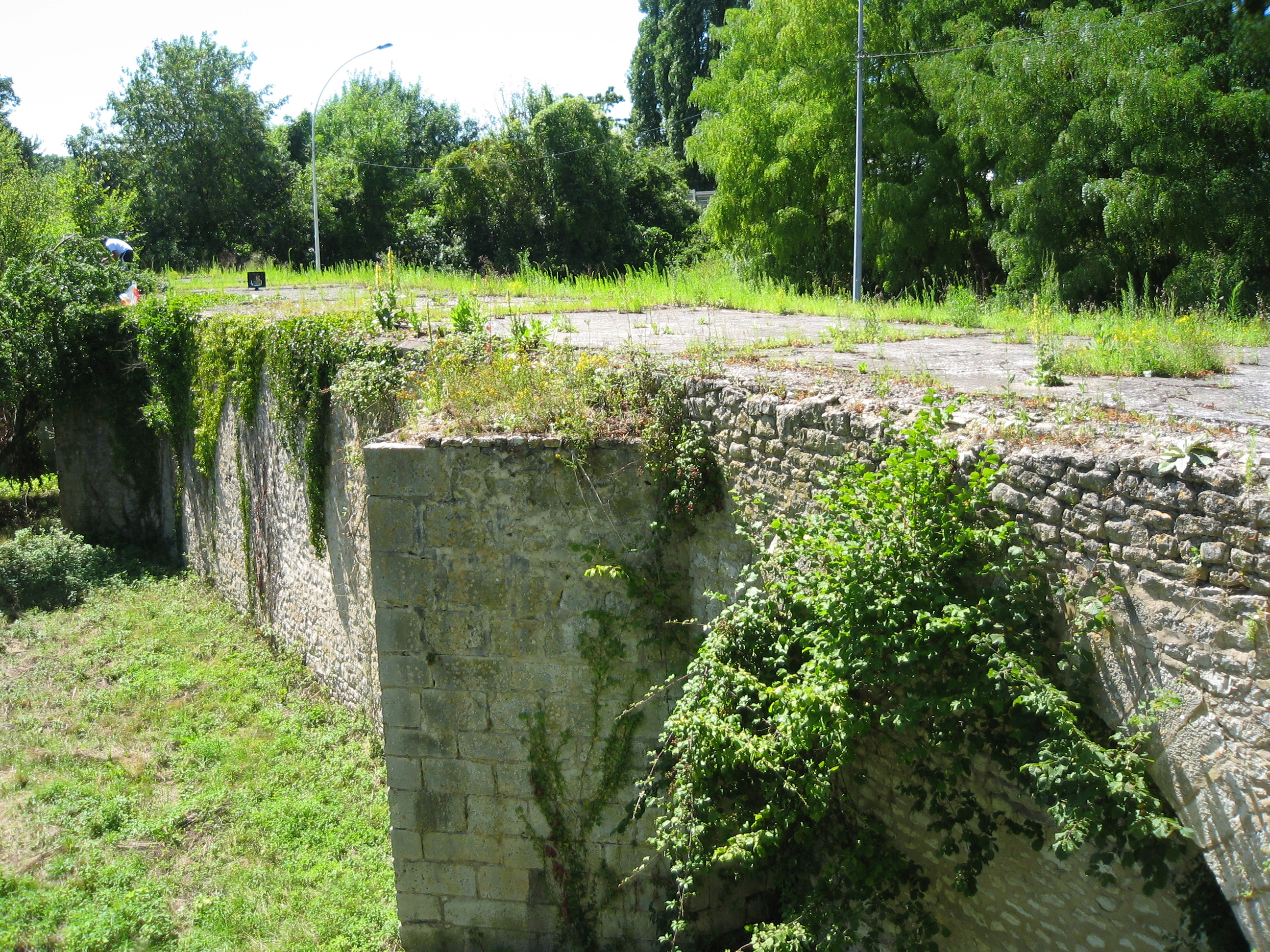
Resten van de oude brug

## Geschiedenis
In de Gallo-Romeinse periode lag hier een vicus op de rechteroever van de Cher, bij een oversteekplaats over de rivier. De Romeinen bouwden hier een brug op de Romeinse weg tussen Bourges en Poitiers. Al in de Romeinse tijd werd er ijzererts gedolven.
Rond 1100 werd Saint-Florent een parochie. Nabij de brug over de Cher werd een rechthoekig kasteel gebouwd. Saint-Florent kwam in handen van Hendrik II van Bourbon-Condé. Zijn zoon Lodewijk II van Bourbon-Condé was een leidende figuur in de opstand van La Fronde. Hij plaatste een garnizoen in het kasteel. Saint-Florent werd vervolgens ingenomen en geplunderd door een leger van de koning.
Saint-Florent was een belangrijkste handelsplaats. Handel verliep over de weg maar ook over de Cher, die tot 1735 bevaarbaar was. Leisteen en vis werden via de rivier verscheept en tot halfweg de 19e eeuw werd nog hout in vlotten over de rivier vervoerd. In de 19e eeuw ontwikkelde zich een metaalindustrie. Plaatselijk gedolven ijzererts werd er gesmolten en verwerkt. In de jaren 1930 kreeg Saint-Florent-sur-Cher een communistisch stadsbestuur. Dit ving vluchtelingen van de Spaanse Burgeroorlog op.

## Geografie
De oppervlakte van Saint-Florent-sur-Cher bedroeg op 1 januari 2022 22,41 vierkante kilometer; de bevolkingsdichtheid was toen 286,3 inwoners per km².
Saint-Florent-sur-Cher ligt op 12 km van Bourges. De Cher stroomt door de gemeente.
De onderstaande kaart toont de ligging van Saint-Florent-sur-Cher met de belangrijkste infrastructuur en aangrenzende gemeenten.

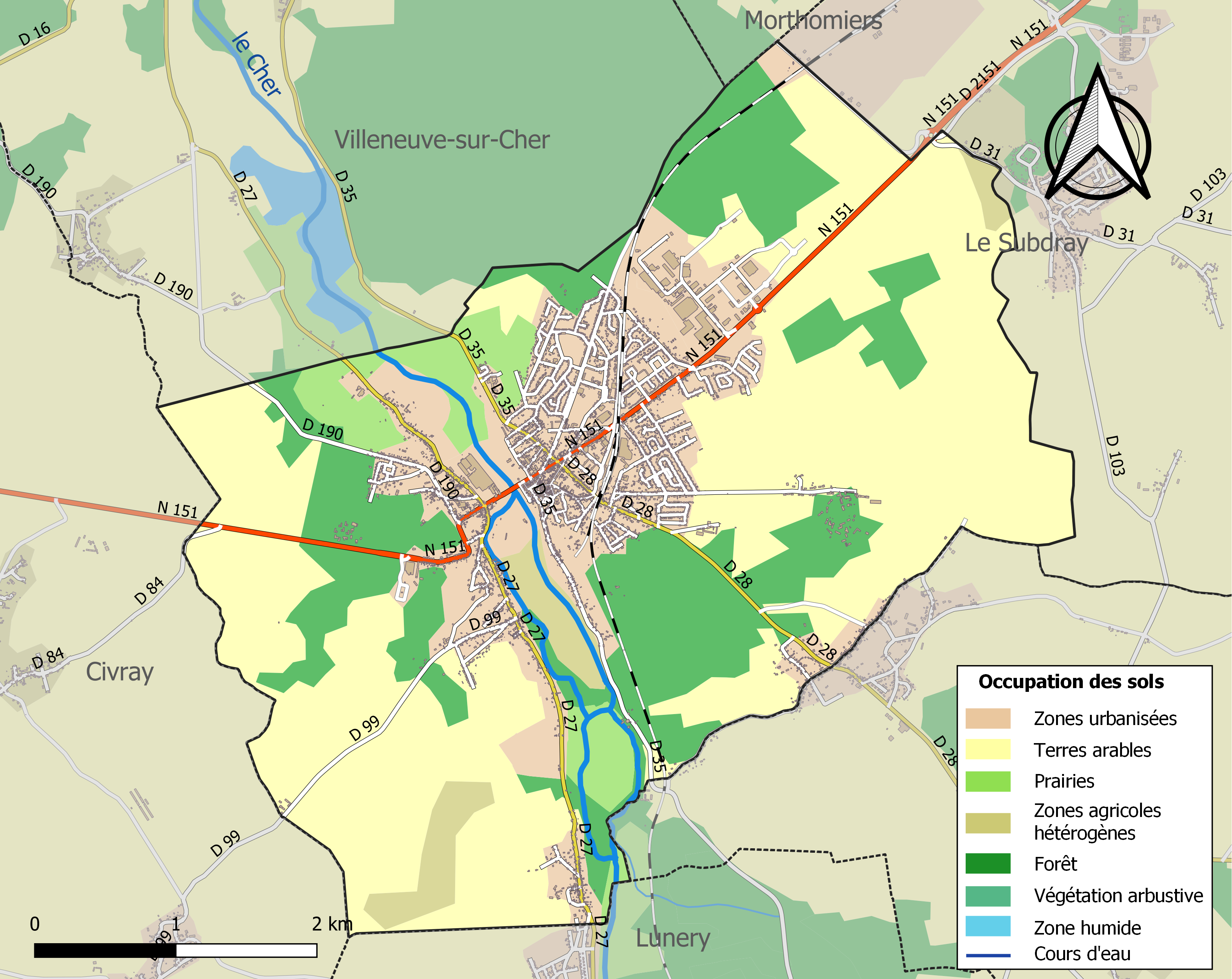

## Verkeer en vervoer
In de gemeente ligt spoorwegstation Saint-Florent-sur-Cher.

## Demografie
In 1904 telde de gemeente ongeveer 600 inwoners.
Onderstaande figuur toont het verloop van het inwonertal (bron: INSEE-tellingen).

## Stedenbanden
- Šentjur pri Celju (Slovenië)
- Neu-Anspach (Duitsland)